# Gonomyia melanostyla
Gonomyia melanostyla är en tvåvingeart som beskrevs av Alexander 1962. Gonomyia melanostyla ingår i släktet Gonomyia och familjen småharkrankar. Inga underarter finns listade i Catalogue of Life.